# Tom Stoppard
Sir Tom Stoppard OM, CBE, FRSL (Zlín, Txecoslovàquia, 3 de juliol de 1937) és un autor dramàtic britànic d'origen txec.
Entre els molts guardons que ha guanyat, hi ha el Premi Internacional Terenci Moix a la trajectòria en arts escèniques.

## Biografia
Stoppard va néixer a Zlín, Txecoslovàquia, en el si d'una família jueva, amb el nom de Tomáš Straussler. Per evitar la persecució nazi, els Straussler van fugir de Txecoslovàquia a Singapur amb altres metges jueus el 15 de març de 1939, el dia en què els nazis van envair Txecoslovàquia. Al cap de poc, la seva família va ser evacuada a Darjeeling, a l'Índia, fugint de la invasió japonesa de Singapur. Va ser on el nen va començar a rebre una educació britànica. El seu pare, voluntari de l'exèrcit britànic, va ser capturat pels japonesos i va morir en un camp d'internament al Japó. El 1945, la seva mare es va casar en segones núpcies amb Kenneth Stoppard, un major britànic, que va donar al nen el seu cognom anglès. La família finalment es va mudar a Bristol, Anglaterra, el 1946, després de la guerra.
Stoppard va deixar l'institut als 17 anys i va començar a treballar com a periodista. El 1958, el periòdic Bristol Evening World li va oferir col·laborar en la secció de crítica teatral (a part de ser columnista humorístic), la qual cosa el va apropar al món de l'escena. En aquella època, va travar amistat amb l'actor Peter O'Toole i el director John Boorman en el Bristol Old Vic, una companyia de repertori local que gaudia llavors d'un cert renom. Tom Stoppard va començar a donar-se a conèixer gràcies al corrosiu sentit de l'humor de les seves cròniques. D'altra banda, també era cèlebre a Bristol la seva deixada vestimenta.
El 1960 ja havia acabat la seva primera obra, A Walk on the Water, que va ser posteriorment produïda com a Enter a Free Man el 1968. A la setmana d'haver presentat el text a un agent literari, ja s'havien sol·licitat els drets de l'obra. Va ser representada a Hamburg i televisada per la British Independent Television el 1963.
De setembre de 1962 a abril de 1963, Stoppard va treballar a Londres com a crític de teatre per a la revista Scene, en què publicava crítiques i entrevistes tant amb el seu nom com amb el pseudònim de William Boot (pres de la novel·la Scoop, del novel·lista britànic Evelyn Waugh).
El 1964, una beca de la Fundació Ford li va permetre passar 5 mesos en una mansió a Berlín, per dedicar-se a escriure. D'aquí va sortir la seva obra en un acte titulada Rosencrantz and Guildenstern Meet King Lear, que es va convertir després en la reeixida `Rosencrantz and Guildenstern han mort, guanyadora d'un premi Tony. Els anys següents, Tom Stoppard va escriure diverses obres per a la ràdio, la televisió i el teatre, entre les quals s'inclouen "M" is for Moon Among Other Things (1964), A Separate Peace (1966) i If You're Glad I'll Be Frank (1966).
L'11 d'abril de 1967 —després d'un clamorós èxit en el Festival d'Edimburg de 1966—, l'estrena de Rosencrantz i Guildenstern han mort en el Teatre Old Vic de Londres va confirmar Tom Stoppard com un dels dramaturgs contemporanis més reconeguts.
Al llarg dels deu anys següents, Tom Stoppard, sense deixar la seva labor de creació, va traduir diverses obres a l'anglès, com les de l'autor polonès Slawomir Mrozek, dels austríacs Johann Nestroy i Arthur Schnitzler, i de l'autor txec Vaclav Havel. Va ser quan la influència del teatre de l'absurd dels dramaturgs polonesos i txecs va començar a fer mossa en la seva obra. Igual que altres dramaturgs de la seva generació, com Sam Shepard als Estats Units i Peter Handke a Àustria, Tom Stoppard va crear en aquells dies obres que indagaven en el valor del llenguatge.
Tom Stoppard és patró del grup Outrapo (Ouvroir de tragicomédie potentielle), un taller francès de recerca sobre tècniques actorals, sorgit el 1991 del Col·legi de Patafísica.

### Activista en defensa dels drets humans
Al febrer de 1977, Tom Stoppard va visitar Rússia amb un directiu d'Amnistia Internacional, i al juny, va conèixer Vladimir Bukovsky a Londres. Aquest mateix any, va viatjar a Txecoslovàquia (llavors sota domini comunista), on va conèixer Václav Havel, dramaturg dissident i futur president de la República Txeca, i l'escriptor Pavel Kohout, que li inspirarà la seva obra Cahoot's Machbeth. Arran d'aquells viatges i trobades, Tom Stoppard decideix comprometre's amb els drets humans, un compromís que serà sempre fortament vinculat amb la situació política dels dissidents en l'Europa oriental i la Unió Soviètica. Va publicar nombrosos articles i cartes sobre aquest tema en periòdics britànics.
Des de llavors, Tom Stoppard és membre d'Amnistia Internacional i col·labora amb el Committee against Psychiatric Abuse (Comitè contra l'abús psiquiàtric), organisme pertanyent a l'Associació Mundial de Psiquiatria (World Psychiatric Association). Col·labora i és capdavanter de la revista Index on Censorship, mitjà de l'organització britànica del mateix nom, dedicada a denunciar atacs contra la llibertat d'expressió al món sencer.
El 1983, el moviment Carta 77 va crear a Estocolm el Premi Tom Stoppard, que premia autors d'origen txec.
L'agost de 2005, Tom Stoppard va visitar Minsk per donar un seminari sobre escriptura dramàtica i conèixer de primera mà la situació dels drets humans a Belarús. Des de llavors, és un dels padrins del Belarus Free Theatre (Teatre Lliure de Belarús), una companyia teatral forçada a produir-se en la clandestinitat a causa de les pressions polítiques i a la censura exercides pel govern d'Aleksandr Lukashenko.

### Condecoracions i títols
Tom Stoppard va ser condecorat amb l'Orde de l'Imperi Britànic amb el grau de comandant (CBE) el 1978. El 1997, la reina Isabel II el va armar cavaller (knight bachelor), la qual cosa li va valer el títol de sir. El 2000, va rebre l'Orde del Mèrit (OM). És també membre de la Reial Societat de Literatura del Regne Unit (Fellow of the Royal Society of Literature).

### Vida privada
Ha estat casat dues vegades, amb Josie Engonal (1965-1972), una infermera, i amb Miriam Moore-Robinson (1972-1992), de la qual es va separar arran del seu afer amb l'actriu Felicity Kendal, que va crear el paper d'Annie en la primera producció de The Real Thing, el 1982. Té dos fills de tots dos matrimonis.

## Premis

### Premis Oscar
| Any  | Categoria                     | Pel·lícula          | Resultat  |
| ---- | ----------------------------- | ------------------- | --------- |
| 1998 | Oscar al millor guió original | Shakespeare in Love | Guanyador |
| 1985 | Oscar al millor guió original | Brazil              | Candidat  |

## Obres de teatre
- 1964: A Walk on the Water
- 1965: The Gamblers, basada en la novel·la El jugador, de Dostoievski
- 1966: Tango, adaptació de l'obra de teatre de Sławomir Mrożek en traducció de Nicholas Bethell, estrenada al Teatre Aldwych de Londres
- 1967: Rosencrantz and Guildenstern Are Dead. L'obra més coneguda del dramaturg
- 1968: Enter a Free Man, desenvolupada a partir d'A Walk on the Water
- 1968: The Real Inspector Hound
- 1969: Albert's Bridge, estrenada a St. Mary's Hall, Edimburg
- 1969: If You're Glad I'll Be Frank, estrenada a St. Mary's Hall, Edimburg
- 1970: After Magritte
- 1971: Dogg's Our Pet
- 1972: Jumpers
- 1972: Artist Descending a Staircase
- 1974: Travesties
- 1976. Dirty Linen and New-Found-Land
- 1977: Every Good Boy Deserves Favour
- 1978: Night and Day
- 1979: Dogg's Hamlet, Cahoot's Macbeth – dues obres escrites per a ser representades juntes
- 1979: 15-Minute Hamlet
- 1979: Undiscovered Country – adaptació de Das Weite Land del dramaturg austríac Arthur Schnitzler
- 1981: On the Razzle, basada en Einen Jux will er sich machen, del dramaturg austríac Johann Nestroy
- 1982: The Real Thing
- 1983: Llibret en anglès per a The Love for Three Oranges (L'amor de les tres taronges). Òpera original de Serguei Prokófiev
- 1984: Rough Crossing, basada en Játék a kastélyban (Joc al castell), del dramaturg hongarès i estatsunidenc Ferenc Molnár
- 1986: Dalliance, adaptació de Liebelei, d'Arthur Schnitzler
- 1987: Largo Desolato, traducció d'una obra del txec, Václav Havel
- 1988: Hapgood
- 1993: Arcadia
- 1995: Indian Ink –basada en una obra per a la ràdio del mateix autor, In the Native State
- 1997: The Invention of Love
- 1997: The Seagull –traducció de l'obra del rus Anton Txékhov
- 2002: The Coast of Utopia, una trilogia d'obres: Voyage, Shipwreck i Salvage
- 2004: Enrico IV –traducció de l'obra de l'italià Luigi Pirandello
- 2006: Rock 'n' Roll
- 2010: The Laws of War —contribució a una obra col·laborativa per a una representació benèfica a favor d'Human Rights Watch

## Traduccions al català
- Com un Magritte. Traducció d'Artur Trias. Estrenada per la companyia "El Talleret de Salt", al Jove Teatre Regina, l'any 1991.
- L'autèntic inspector Hound. Traducció i direcció de Tamzin Townsend (estrenada al Poliorama el 1999).
- Castell de cartes. Traducció de Jordi Voltas.
- Rosencrantz i Guildenstern són morts. Traducció de Marc Rosich. Estrenada l'any 2005.
- Arcàdia. Traducció d'Ernest Riera. Barcelona: Institut del Teatre, 1999.
- Arcàdia. Traducció de Màrius Serra. Barcelona: Proa, 2007.
- Rock'n'Roll. Traducció de Joan Sellent. Barcelona: Teatre Lliure, 2008.